# Kwabena Mintah Akandoh
 (août 2025).
Kwabena Mintah Akandoh est né le 19 juin 1980, est un homme politique ghanéen et membre du neuvième Parlement de la quatrième République du Ghana représentant de la circonscription de Juaboso dans la région du Nord-Ouest sur la liste du Congrès national démocratique. Il a été nommé par le président Dramani Mahama ministre de la Santé , .

## Jeunesse et éducation
Akandoh est né le 19 juin 1980. Il est originaire de Sefwi Antobia, une ville de la Région Nord-Ouest (en) du Ghana. Il a obtenu son baccalauréat en sciences statistiques et mathématiques de l'Université de Cape Coast en 2007 , , . Il est également titulaire d'une licence en droit (LL.B) du Mountcrest University College et d'une maîtrise en droit (LL.M) en droit des ressources naturelles de l'Université du Ghana.
Avant d'entrer en politique, Akandoh était directeur adjoint en charge du Programme national de volontariat du Programme de service national à son siège social à Accra , , .

## Politique
Akandoh est entré au Parlement le 7 janvier 2013 en tant que représentant de la circonscription de Juabeso (en) sur la liste du Congrès national démocratique. Il a été élu pour représenter la circonscription au septième, huitième et neuvième Parlement de la quatrième République du Ghana, , , .

### Élection de 2016
Akandoh s'est présenté dans la circonscription de Juaboso sur la liste du Congrès national démocratique lors des élections générales ghanéennes de 2016 et a remporté 17 233 voix, soit 51,91 % du total des voix. Il a été élu devant Martha Kwayie Manu du Nouveau Parti Patriotique, Stephen Mintah Cletron du NDP, Oppong Ernestina du Parti de la Convention du Peuple et Abdul-Karim Ibraimah Ibrahim du PNC. Ils ont obtenu respectivement 15 604 voix, 164 voix, 111 voix et 87 voix, soit respectivement 47,00 %, 0,49 %, 0,33 % et 0,26 % du total des voix .

### Élection de 2020
Akandoh a de nouveau été élu député de la circonscription de Juabeso (en) sur la liste du Congrès national démocratique lors des élections générales ghanéennes de 2020 avec 22 304 voix représentant 53,10 % du total des voix. Il a remporté l'élection face à Martha Kwayie Manu du Nouveau Parti Patriotique qui a recueilli 19 199 voix, soit 45,70 %, le candidat parlementaire du GUM Teye Nicholas a obtenu 341 voix, soit 0,81 %, Elijah Appiah Frimpong du PNC a obtenu 94 voix, soit 0,22 % et le candidat parlementaire du Parti populaire de la Convention, opposé à Ernestina, a obtenu 69 voix, soit 0,16 % du total des voix,,.

## Élection de 2024
Akandoh a été réélu député de la circonscription de Juaboso sur la liste du Congrès national démocratique (NDC) lors des élections parlementaires de décembre 2024 avec 20 724 voix représentant 52,48 % contre Alex Apaabeng du NPP 18 672 voix représentant 47,29 % et le candidat du CPP Oppong Ernestina avec 92 voix représentant 0,23 % .

## Vie personnelle
Akandoh est marié et père de cinq enfants. Il s'identifie comme chrétien et appartient à la confession anglicane , , .
Akandoh a eu un accident sur la route Nyinahin-Kumasi dans la région d'Ashanti au Ghana le samedi 29 juillet 2023, lorsque sa voiture est entrée en collision avec un Sprinter , , .